# 线粒体12S rRNA
线粒体12S RNA是一种存在于线粒体核糖体（mitoribosome，MR）中的rRNA，沉降系数约为12S长度约为959nt。在人类细胞中，12S rRNA由MTRNR1基因编码。
哺乳动物线粒体的基因组种都包含37个基因：除了编码2种rRNA的基因外，还有22种编码tRNA的基因和13种编码mRNA的基因。这些基因，尤其是12S rDNA和16S rDNA，具有很高的系统发育方面的研究价值。
MTRNR基因的突变可能导致听觉丧失。